# Milk and Honey
Milk and Honey é o sexto álbum de estúdio de John Lennon e Yoko Ono lançado no início de 1984. Após a compilação The John Lennon Collection, é o oitavo e último álbum de estúdio do cantor e o primeiro lançamento póstumo de Lennon. Foi montado por Ono em associação com o Geffen Label, sendo um acompanhamento projetado da dupla para Double Fantasy, embora a morte de Lennon tenha causado uma estante temporária do projeto.

## Nome
O título do álbum veio de Ono, que explicou que se referia à sua jornada para os EUA, "terra de leite e mel". "Mas também, na Escritura, a terra do leite e do mel é onde você vai depois que você morre, como uma terra prometida", continuou Ono. "Por isso, é muito estranho pensar em esse título. Quase assustador - como se alguém me dissesse para ligar para o próximo álbum Milk and Honey". A capa é uma alternativa para tirar da mesma sessão de fotos que produziu a capa frontal De Double Fantasy, embora desta vez apareça em cores.

## Histórico
Lançado em 27 de janeiro de 1984, é o primeiro lançamento póstumo de Lennon tendo sido gravado nos últimos meses de sua vida durante e após as gravaçoes para Double Fantasy, sendo considerado até uma continuação deste. O álbum, através de Yoko Ono, levou três anos para poder retomar o trabalho para concluí-lo. O material compreende também novas gravações que ela realizou durante a preparação do álbum em 1983, o que dá a suas músicas uma vantagem mais comercial e contemporânea. Por outro lado, o material póstumo de Lennon, que é uma gravação áspera e gravações de ensaios, tem um sentimento mais casual.
Depois de uma queda com David Geffen, cuja Geffen Records inicialmente lançou Double Fantasy, Ono moveu futuros projetos para a Polydor Records, que inicialmente lançou Leite e Mel. A EMI, lar da produção gravada inteira de Lennon - incluindo a dos Beatles - adquiriu este e todos os lançamentos de Lennon no final da década de 1990. Previsivelmente, a reação a Milk and Honey era menos aclamada pela crítica do que aquela que cumprimentava o Double Fantasy, mas ainda era bem recebida, atingindo o número 3 no Reino Unido e o número 11 nos EUA, onde foi recebeu disco de ouro. Jack Douglas, que co-produziu o Double Fantasy com Lennon e Ono, também contou com as sessões iniciais para Milk and Honey, embora Yoko Ono se recusara a creditar depois que seu relacionamento profissional piorou após a morte de Lennon.
Em 2001, Yoko Ono supervisionou o remasterização de Leite e Mel por sua reedição de CD, adicionando três faixas extras, incluindo um trecho de 22 minutos da última entrevista de Lennon no final da tarde de 8 de dezembro de 1980, horas antes de sua morte.

## Músicas de trabalho
"Nobody Told Me", uma música que Lennon tinha pretendido para o álbum 1981 de Ringo Starr (Stop and Smell the Roses), mas que foi lançada independentemente e tornou-se um hit 10 mundial. 
Outros singles do álbum foram "I'm Stepping Out" e "Borrowed Time". As músicas "Let Me Count the Ways" e "Grow Old with Me" foram escritas por Lennon e Ono(para que Starr as cantasse) umas com as outras usando inspiração de poemas de Elizabeth Barrett Browning e Robert Browning. Eles são apresentados em sua forma de demonstração.

## Faixas
1. "I'm Stepping Out" - 4:06
2. "Sleepless Night" - 2:34
3. "I Don't Wanna Face It" - 3:22
4. "Don't Be Scared" - 2:45
5. "Nobody Told Me" - 3:34
6. "O Sanity" - 1:04
7. "Borrowed Time" - 4:39
8. "Your Hands" - 3:04
9. "(Forgive Me) My Little Flower Princess" - 2:28
10. "Let Me Count the Ways" - 2:17
11. "Grow Old with Me" - 3:07
12. "You're The One" - 3:56

## Posição nas paradas musicais
| Parada (1984)                      | Posição |
| ---------------------------------- | ------- |
| Austrália (Kent Music Report)      | 4       |
| Áustria                            | 12      |
| Canadá (RPM)                       | 15      |
| Países Baixos (MegaCharts)         | 4       |
| França (SNEP)                      | 10      |
| Japão (Oricon)                     | 3       |
| Nova Zelândia (RIANZ)              | 34      |
| Noruega (VG-lista)                 | 7       |
| Suécia (Sverigetopplistan)         | 3       |
| Suíça (Swiss Music Charts)         | 15      |
| Reino Unido (UK Albums Chart)      | 3       |
| Estados Unidos (Billboard 200)     | 11      |
| Alemanha Ocidental (Media Control) | 20      |

| Parada (1984)         | Posição |
| --------------------- | ------- |
| Austrália             | 67      |
| Canadá (RPM Year-End) | 82      |
| Japão (Oricon)        | 83      |